# Josef Svoboda (gymnasta)
Josef Svoboda (* 9. října 1930) je bývalý československý gymnasta. V roce 1952 se zúčastnil letních olympijských her v Helsinkách, kde soutěžil ve sportovní gymnastice. 

## Sportovní kariéra
Jeho domovským družstvem byl Sokol Brno. Na letní olympiádě v Helsinkách (1952) se Svoboda účastnil osmi disciplín. Nejlepšího výsledku dosáhl v soutěži družstev, kde jeho tým získal 7. místo. Ve víceboji jednotlivců obsadil 37. místo. Disciplíny jednotlivců byly: prostná (32. místo), přeskok (35. místo), bradla (44. místo), hrazda (55. místo), kruhy (23. místo) a kůň našíř (53. místo). V roce 1954 závodil na mistrovství světa v Římě, kde se v soutěži družstev umístil se svým týmem na 5. místě.